# 26 Broadway
Le 26 Broadway est un gratte-ciel de style néoclassique de bureaux de 159 mètres de hauteur construit à New York en 1924. À l'origine l'immeuble abritait des locaux d'une des branches de la Standard Oil.
L'immeuble a été conçu par les agences Shreve, Lamb & Blake, Kimball & Thompson, Carrère & Hastings (en).
La surface de plancher de l'immeuble est de 60 376 m2.